# Томислав Османли
Томислав Османли (Битољ, 25. октобар 1956) македонски је писац, сценариста, драматург, теоретичар медија, филмски и позоришни критичар, новинар и есејист.

## Биографија
Аутор је више од 30 књига, публицистике, драмских текстова, сценарија, прозе. Његова теоријска студија Филм и политичко (1982) је прва књига у Македонији посвећена Седмој уметности, као што је
Стрип, запис човечјег лика (2002) прва књига посвећена Деветој уметности у тој земљи.
Његова драма Двоје у Едену (Тwo in Eden) постављена је на сцени театара Јоhn W. Gainse у Њупорту 1998. Била је приказана и на театарском фестивалу Blue Ridge Festival у Ричмонду, Вирџинија, САД. Претворена је и у стрип, са цртежима Александра Сотировског.
Играни филм Анђели на отпаду (Angels of the Dumps) рађен по његовом сценарију, је био приказан на међународним фестивалима у Каиру, Сан Дијегу, Београду, Пули, Подгорици, Риму, такође у „Кенеди центру“ у Вашингтону, САД.
Са књигом драмских текстова Звезде над Скопљем (The Stars over Skopje), са 12 других аутора балканске литературе заступљен је у Књижевном годишњаку који издаје Енциклопедија Британика за 2001. годину.

## Преводи
Роман "Двадесет и први (књига фантазама)" објављен је у Србији ("Дерета"), Русији ("Окоем", Москва), Хрватској ("Сандорф", Загреб), Црној Гори ("ОКФ", Цетиње), Бугарској ("Персеи", Софија), Египту ("Ал Араби", Каиро), а "Иза угла" у Србији ("Албатрос плус", Београд) и Турској ("Библион", Истанбул). Прозне књиге "Збир-ка-прича" и "Светиљка за Хануку" објавњене су у Србији ("Пометеј", Нови Сад), као и роман "Брод. Кознархија" ("Агора", Нови Сад). Књижевни ткстови и књиге су му превођене на енглески, француски, италијански, српски, хрватски, босански, црногорски, словеначки, пољски, бугарски, румунски, арапски, турски, хебрејски, као и на Ладино, језик Јевреја Сефарда. Био је члан редакције Идеје (Београд) и Погледи, Разгледи, Театарски гласник, Културен живот, Маcedonian PEN Review (Скопље). Члан је македонског  ПЕН центра. Дугогодишњи је члан Друштва књижевника Македоније.

## Награде
Добитник је више награда за сценаристичка, драматуршка, критичарска и новинарска дела: неколико нагада за игране сценарије на конкурсима Драмске редакције Македонске телевизије; 2004 - прва награда на конкурсу Фестивала монодраме у Битољу (1984-89); 2004 - државна награда за публицистику „Мито Хаџи Василев Јасмин“; 2009 - награда „Мајстор прозе“; 2010 - Македонски роман године (за 2009.); 2017 - добитник прве награде за песму L`Amore, на међународном песничком конкурсу "Angelo LaVecchia-Антво слово", Canicatti, Sicilia, Italia;  2018 - Државна награда „Св. Климент Охридски“; 2021 - „Рациново признање“, награда за прозну књигу године; 2022 - Државна награда "11. Октомври" (највиша македонска државна награда) за свеукупни стваралачки рад; 2023 - Признање Европска личност године у Македонији, додељено од стране македонског Европског института; 2023 - За српско издање романа "Брод. Конзархија" добитник је кинеске награде "Zheng Nian Cup" у категорији за најбољи роман, Пекинг, НР Кина; 2023 - Хрватско књижевно друштво из Задра доделило му је своју највишу награду "Donat" за животно ауторско дело; 2025 - Награда "Македонско Стрип Наслеђе" за допринос македонској стрип култури, додељена на 3. међународној манифестацији "Стрип Трип Фестивал", Скопље, Македонија.

## Дела

### Књиге
- Филм и политичко (мкд. Филмот и политичкото), 1982, прва теоријска књига о филму у Македонији; прва књига на тему филм-политика у Југославији; промовисана у Институту за филм у Београду, 1982.
- Стрип, запис човечјег лика (мкд. Стрип, запис со човечки лик), 1987, 2004 и 2021 прва и јединствена књига из области језика и теорије стрипа у Македонији; допуњена 2002; додатно, веома опсежно допуњена 2021.
- Скопски диптих (мкд. Скопски диптих), сценарија, 1991.
- Медиј који недостаје (мкд. Медиумот што недостасува), урбани есеји, 1992.
- Ослушкивања у глуво доба (мкд. Ослушнувања во глуво доба), политички есеји, 1993.
- Лептир детињства (мкд. Пеперутката на детството), приче, 1993.
- Двоје у Едену (мкд. Двајца во Еден), драма (на македонском и енглеском) и стрип, 1995.
- Нови цар (мкд. Новиот цар), књига за децу, 1998, прва театарска драма са библијском темом у Македонији
- Звезде над Скопљем(мкд. Ѕвездите над Скопје), два драмска текста, 2000.
- Љубичасте светлости и сенке (мкд. Виолетни светлини и сенки, раскази), приче, 2001, првонаграђена за Холокауст новелу “Слика тетке Рашеле”
- Игре кроз жанрове (мкд. Игри низ жанровите), избор драма, 2003.
- Пут за Парамарибо (мкд. Пат за Парамарибо / енгл. Trip to Paramaribo), драма, “Култура”, Скопје 2003
- Приче из Скопља (мкд. Приказни од Скопје), 2004.
- Апокалиптична комедија (мкд. Апокалиптична комедија / енгл. Apocalyptic comedy), 2005.
- Људи из међувремена (мкд. Луѓе од меѓувреме), сценарији, 2008.
- Светиљка за Хануку (мкд. Светилка за Ханука / енгл. Lamp for the Festival of Light), јудео-балканске приче, 2008.
- Каприча (мкд. Каприча), приче, 2009.
- Двадесет први (мкд. Дваесет и првиот), роман, 2009.
- Грађански простор (мкд. Граѓански простор), студија, 2011.
- Иза угла, (мкд. Зад аголот)роман 2012[3]
- Брод. Конзархија, (мкд. Бродот. Конѕархија), роман, дистопија, 2016
- Океан слика, (мкд. Океан од слики) збирка прича и каприча, 2018
- Тајно братство носталгичара, (мкд. Тајното братство на носталгичарите), збирка прича, 2018.
- Драме о Скопљу, књиге 1 и 2, (мкд. Драми за Скопје), драмски текстови и повести, 2019.
- Нове драме, (мкд. Нови драми), два драмска текста, 2019.
- Најстарије приче - Митови са праскозорја западне цивилизације, 2020.
- ПараδΩξicoN / Парадоксикон - фантазије, очуђења, каприча, фарсе и гротеске - парадокси у прози, 2020.
- Бдења Блажетова - Певања потомцима, поема, 2021.
- Сусрети и разговори - стари интервјуи са шесторо доајена македонске и југословенске уметности, 2021.
- Стуб који пева - роман, 2022.
- Пут у рај - књига трију драмских текстова, на српском језику, 2023
- Заборав - роман, 2023.

### Антологије
- Скопске приче, 1996
- Дан у Скопљу, 1998
- Макета, Београд, 2001
- Царски рез, Скопље 2001, издање на Интернету
- Македонска књижевност у новом столећу, Софија, 2007
- Рассказы македонских писателеи, антологија, избор и превод Олге Панкин, издање “Окоём”, Москва, 2009
- Современная македонская пъeсa, избор и превод Олге Панкин, издање “Окоём”, Москва, 2010
- Contemporary Macedonian Fiction, избор и превод Пол Филев, Dalkey Archive Press, McLean IL/Dublin

### Сценарија
- Људи без адресе, 1976
- Звезде '42, 1984
- Скопска сновиђења, 1987
- Анђели на отпаду, 1994
- Победа над самим собом, 1992
- Смук лети на небу, 1999

### Драме и сценски пројекти
- Салон Бумс, сатирична комедија, 1987
- Мементо за један Град, мултимедијална повест, 1993
- Немирне сенке, филмски кабаре, 1993
- Двоје у Едену, камерна прича, 1995
- Свици у ноћи, драма, 1997
- Нови цар, божићна мистерија, 1998
- Апокалиптична комедија, лирска гротеска, 1999
- Техно звезда, драма, 2000
- Пут за Парамарибо, прича, 2001
- Још једно небо, монодрама 2000/2002 – Прва награда 4. Фестивал монодраме у Битољу, 2002.
- Пруга за ледено пролеће, сценски приказ о холокаусту над Сефардима
- Њихала од злата, интер-балканска историјска драма, 2018
- Повратак кући, савремена драма, 2019